# Ilustração Brasileira
Ilustração Brasileira foi o nome de várias revistas de jornalismo literário que circularam na segunda metade do século XIX e primeira metade do século XX. 

## Contexto histórico

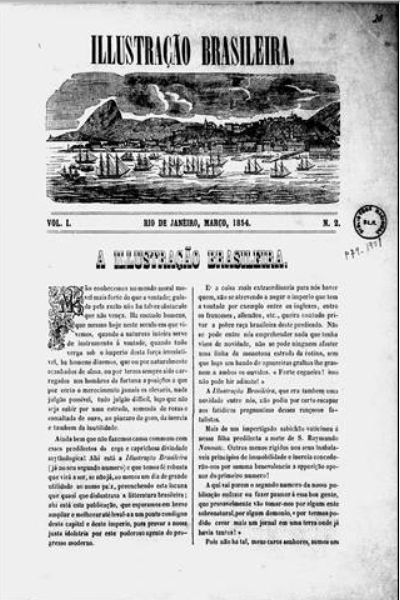
Revista Illustração Brasileira n. 2 de março de 1854

No século XIX, duas revistas haviam circulado com este nome. A primeira, Illustração Brasileira na grafia da época, dirigida por Cyro Cardozo de Menezes, que circulou de fevereiro de 1854 a janeiro de 1855, inaugura o jornalismo ilustrado no país. "Cada número da revista saía com aproximadamente 24 páginas de duas colunas e, tanto no que se refere ao seu formato quanto ao seu conteúdo textual, a revista Ilustração Brasileira assemelha-se a outras revistas da época; entretanto, representou um momento importante na evolução das revistas literárias pelo cuidado da apresentação de gravuras ilustrando um ou mais textos nela publicados."

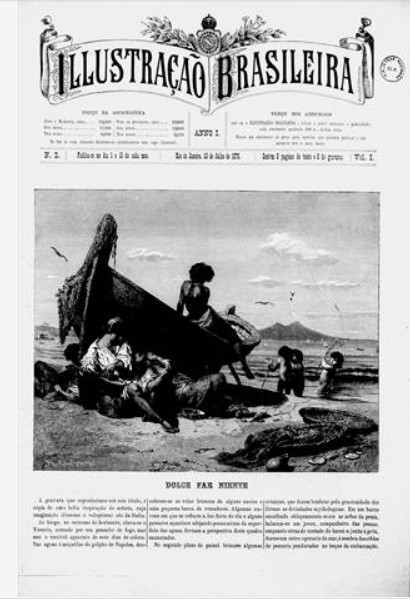
Revista Illustração Brasileira de 15 de julho de 1876

A segunda, Illustração Brasileira na grafia da época, dirigida pelos irmãos Henrique e Carlos Fleiuss, circulou quinzenalmente de 1o de julho de 1876 a 1o de janeiro de 1878 e depois mensalmente de fevereiro a abril de 1878. Antes os irmãos haviam dirigido a revista Semana Ilustrada. Na Ilustração Brasileira o escritor Machado de Assis publicou sua seção de crônicas de atualidades "História de Quinze Dias", na fase quinzenal, e "História de Trinta Dias" na breve fase mensal. Dois outros periódicos repercutindo o aparecimento da fotografia no século XIX circularam na mesma época: a Ilustração do Brasil (1876-80), de Charles Francis de Vivaldi, e a Ilustração Popular (1876-1877), de Corina de Vivaldi.
Com a virada do século, impulsionado pela ascensão do capitalismo, o Brasil também se modernizava e se espelhava em países como Inglaterra e França para avançar na ciência, na tecnologia e na política. No campo do jornalismo não foi diferente e a imprensa passou a ganhar mais espaço e importância na época. Os novos materiais disponíveis para a confecção dos jornais e revistas possibilitaram um aprimoramento na tipografia, nas ilustrações e no volume de matérias produzidas.

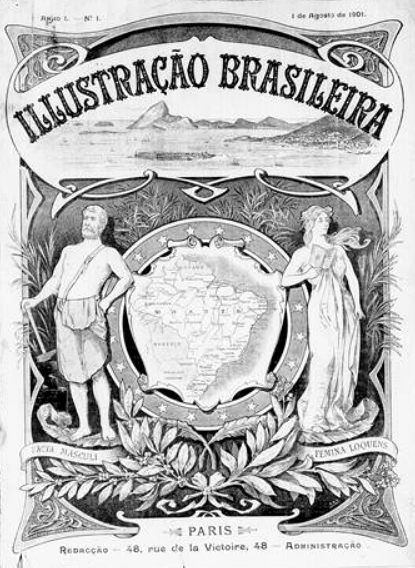
Revista Illustração Brasileira n. 1 de agosto de 1901 editada em Paris

A primeira versão da revista no século XX, Illustração Brasileira na grafia da época, teve sua redação e administração em Paris, na Rue de la Victoire, 48, e circulou de agosto de 1901 a julho de 1902, totalizando 12 exemplares. "A decisão de imprimir o mensário na França sugere que nem todos estavam dispostos a enfrentar os empecilhos que cercavam a realização da empreitada no Rio de Janeiro [...] não é possível, apenas folheando os exemplares, esclarecer quem eram os responsáveis pelo projeto, pois a revista não trazia informações sobre proprietários, diretores ou editores"
A versão definitiva da revista no século XX, fundada por Luiz Bartolomeu de Souza e Silva e Antônio Azeredo em junho de 1909, foi publicada e editada pela Sociedade Anônima "O Malho", também dirigida por Bartolomeu e Azeredo, e responsável por editar outras publicações da época. Permaneceu em circulação durante três períodos distintos: 1909-1915 com o título A Illustração Brazileira e periodicidade quinzenal; 1920-1930, Illvstração Brazileira até outubro de 1921, Illvstração Brasileira de novembro de 1921 a maio de 1922 e Illustração Brasileira dali por diante, periodicidade mensal; 1935-1958, Illustração Brasileira até abril de 1941 e Ilustração Brasileira dali em diante, periodicidade mensal. Abordou assuntos como arte, política, história, literatura, religião, cotidiano e economia em seus editoriais.
A revista contou ao longo de sua história com colaborações de personalidades importantes da arte e literatura no Brasil. São eles: Mário de Andrade, Olavo Bilac, Euclides da Cunha, Júlia Lopes de Almeida, Luiz Delfino, Manuel Bonfim, Coelho Neto, entre outros. Esses nomes assinavam matérias, fotografias, entrevistas, contos, poesias, críticas, ilustrações e crônicas na revista.
No período de criação da revista, o Brasil adotava uma postura positivista  e progressista, onde a imprensa passou a executar um papel primordial na divulgação dos avanços que estavam ocorrendo nas grandes cidades. Mais especificamente as revistas de ilustração ganhavam o protagonismo porque carregavam humor e registros fotográficos mais robustos e elaborados do que os jornais. Seus formatos com diferentes tipos de textos (perfis, entrevistas, ensaios literários, crônicas) acabava sendo muito mais atrativo para o público da época.

## Publicação

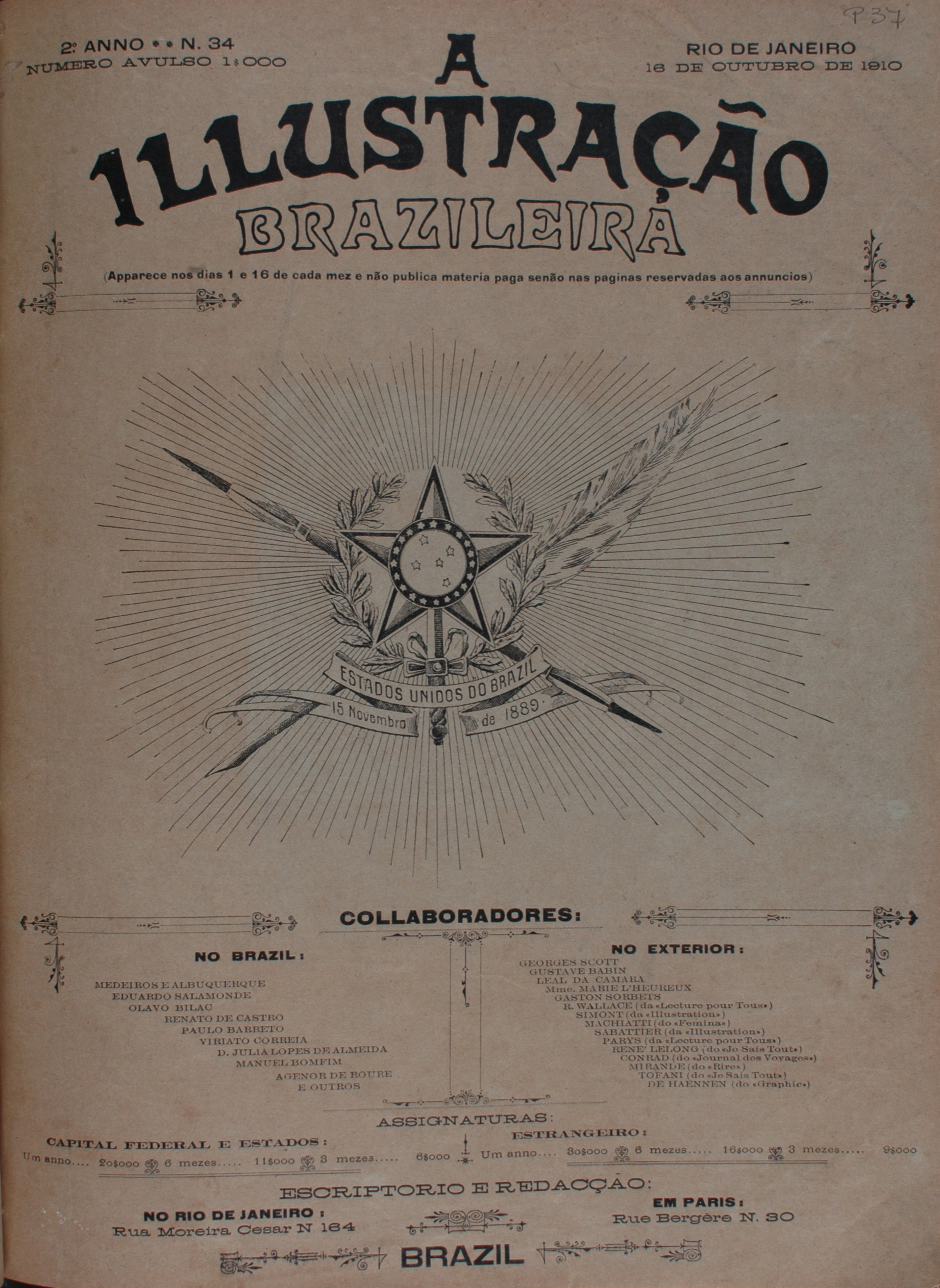
Imagem da contra capa da edição de 16 de outubro de 1910.

A revista Ilustração Brasileira, a partir de 1909, tinha um tamanho grande de 36x27cm e apresentava um conteúdo em torno de 40 a 60 páginas (com exceção das edições especiais que chegavam a 100 páginas). Sua ilustração de capa mais conhecida (presente na maioria das edições) é a de uma tocha dourada composta por um fogo em formato de arabescos. O preço avulso era de 3$000 (três mil réis) e o da assinatura anual era 35$000 (trinta e cinco mil réis). Em 1942, quando o Cruzeiro se tornou a moeda brasileira, o preço é Cr$5.00 (cinco cruzeiros) e o valor da assinatura anual passa a ser Cr$60.00 (sessenta cruzeiros).
A reforma ortográfica da Língua Portuguesa (1941) também desencadeou mudanças no nome da publicação. Anteriormente, Illustração Brasileira era grafado com duas letras "L". Mas a partir das alterações no português brasileiro, passou a ser escrita com apenas um "L", tornando-se Ilustração Brasileira.
A publicação raramente apresentava um sumário, mas quando este aparecia tinha um formato padrão e seções frequentes, padronizadas. Eram elas: De mez a mez, Artes e artistas, O Rio de hoje e de há 30 annos, Instantâneos de todo o mundo, Mundanismo, Trichromias. Algumas de suas edições especiais, que se dedicavam a apenas um tema, foram: Edição Commemorativa do Cincoentenário [Sesquicenternário] da República (novembro de 1939), Edição Especial sobre Turismo no Brasil (junho de 1941), Panorama Educacional do Brasil (janeiro de 1942), Edição Comemorativa do Centenário da Pacificação do Movimento de 1842 (agosto de 1942) e São Paulo e o Estado Nacional (dezembro de 1943).

### De mez a mez
De acordo com registros disponíveis digitalizados pelo Museu Imperial, a seção De mez a mez, presente na Ilustração Brasileira, já podia ser encontrada nas páginas da revista em abril de 1936. A seção permaneceu por muitas edições (não necessariamente todas) e se tornou característica importante dentro da publicação.

A coluna abordava um resumo mensal dos principais acontecimentos do Brasil e do mundo, principalmente nos campos da política, das relações internacionais, de economia, de comércio exterior e de eventos importantes no Rio de Janeiro e no país. Na edição de janeiro de 1938, por exemplo, um dos tópicos do De mez a mez aborda as relações entre Argentina e Brasil naquela época:
Cordialidade argentino-brasileira

O encontro dos Presidentes da Argentina o do Brasil em Uruguayana constítue uma opportunidade para que se ronovem as expressões de sincera cordialidade entre as duas nações "leaders" do continente sul-americano. Os srs. Augustin Justo e Getúlio Vargas vão assistir á cerimonia do lançamento da pedra fundamental da ponte que ligará Uruguayana a Paso de los Libres. Grandes solemnidades vinham sendo preparadas desde meados do mez passado para que o encontro dos dois chefes de Estado se processasse num ambiente festivo. A construcção desta ponte internacional é de grande significação para a vida econômica e politica da Argentina e do Brasil.
No trecho é possível encontrar traços de uma revista que não falava apenas de arte ou literatura, mas que também se preocupava com o contexto político em que estava inserido, seja fazendo críticas ou pequenas notas acompanhando os passos presidenciais, seja dando espaço para autores e artistas publicarem suas crônicas, poemas ou obras.

## Importância da ilustração
Em um contexto histórico onde a maioria da população brasileira não sabia ler ou simplesmente não tinha o hábito da leitura, a ilustração se tornou uma ferramenta importante para a disseminação da informação. Mas o sucesso de revistas ilustradas no Brasil é bem anterior ao século XX. Segundo documentos oficiais, a primeira publicação ilustrada de grande relevância no Rio de Janeiro foi uma revista também chamada "Illustração Brasileira". Apesar do mesmo nome, e de ter nascido no Rio de Janeiro, essa Illustração Brasileira é bem anterior e circulou entre 1854 e 1855. Existem poucas informações sobre o título, sabe-se, porém, que ele inaugura o jornalismo ilustrado brasileiro, já que nenhum veículo impresso brasileiro tinha dado tanta atenção para as gravuras, desenhos e caricaturas, até então.
Outros títulos de nomes parecidos fizeram parte da história artística e cultural brasileira. São eles: Semana Ilustrada de Henrique Fleiuss (1860), Illustração Brasileira, jornal encyclopédico (1861), Ilustração do Brazil de Charles de Vivaldi (1876), entre outras.
 

Para a autora Ana Maria Mauad, as ilustrações e revistas ilustradas desempenharam papel na construção da imagem de um Brasil que queria ser moderno:
[...] a função de suporte adequado para a veiculação da imagem de um novo Brasil. Imagem tradutora das conquistas técnicas com as quais a imprensa periódica se defrontava, construída a serviço de um ideário inovador e não raro também a serviço da defesa das tradições. [...] a revista era o instrumento eficaz de propagação de valores culturais, dado seu caráter de impresso no momento, condensado, ligeiro e de fácil consumo. (MAUAD, Ana Maria.)

### Obras de arte na revista
Com imagens coloridas, o visual da revista era repleto de obras de arte de vários artistas da época. Muitos dos quadros ou esculturas eram colocados em páginas duplas ou com grande destaque. Alguns sozinhos, outros acompanhados de críticas de arte ou textos literários, poesias e matérias factuais. Essa relação direta com obras e elementos artísticos pode ser vista por exemplo, na matéria O Salão Nacional de Belas Artes de 1952, da edição de outubro de 1952. O texto fala sobre o evento artístico que aconteceu no Salão Nacional de Belas Artes, em 15 de setembro daquele ano. Para ilustrar a matéria, obras como "Debulhando Milho", de Armando Viana, "Cabeça de Carlos Maul" de Modestino Kanto  e "Jovem Egípcia" de Olga Mary são colocadas em meio ao texto (ou até sozinhas) para apresentar um pouco mais da exposição para os leitores. Outro exemplo é o do quadro colorido (ocupando uma página completa) "Os Garotos da Ladeira" de E. Visconti, na matéria Arte Brasileira, da edição de abril de 1936.

## Relação com a fotografia
Apesar do nome Ilustração Brasileira, a revista também tinha uma relação muito forte com a fotografia. Nos exemplares de abril de 1936, janeiro de 1938 e outubro de 1938, por exemplo, é possível notar o protagonismo de diversas fotos, tanto retratos, como imagens fotojornalísticas. O que mais chama atenção na maneira como os itens estão dispostos nas páginas é a importância que as imagens têm nas matérias. A diagramação funciona a favor dos conteúdos imagéticos e é muito mais experimental do que um jornal. Na coluna O Rio de hoje e de há 30 annos essa relação e essa importância da fotografia ficam muito mais claras.

## O Rio de Janeiro
No início do século XX, o Rio de Janeiro era a maior e mais importante cidade do país. Com fluxos migratórios e imigratórios constantes, a cidade acabou precisando se reestruturar para atender à demanda de urbanização que estava se formando. Iniciou-se, então, um debate sobre a importância de planejar a cidade e melhorar suas condições. Sob o comando do prefeito Francisco Pereira Passos, em 1902, começa um projeto de obras para expandir e desenvolver a cidade. Na época, muito se falou sobre políticas higienistas. O alargamento de ruas do centro, as reformas em prédios antigos, e a demolição de diversos cortiços, habitações populares e estalagens (ação conhecida como "Bota abaixo") tinha como objetivo não apenas livrar o Rio de Janeiro de doenças como Febre Amarela, Varíola e Malária, como também esconder seus problemas e desigualdades sociais.

### O Rio de hoje e de há 30 annos
Então, em 1935, a revista Ilustração Brasileira criou uma seção especial chamada O Rio de hoje e de há 30 annos, onde colocava de duas a quatro fotografias de um mesmo lugar na cidade do Rio de Janeiro, uma atual e outra de 35 anos atrás. O fotógrafo Augusto Malta era responsável pela maioria das imagens. Seu trabalho caracteriza-se pelos registros da modernização urbana, e muitas vezes caótica, do Rio.

## Publicidade na revista
Entre os anos 1930 e 1950, As páginas da Ilustração Brasileira são repletas de publicidade, muitas dessas concentradas no início e no fim da revista, mas com algumas misturadas ao conteúdo editorial. Anúncios mais discretos como na edição de abril de 1936 da “CIA de terras do Norte do Paraná”, sem cores e com uma moldura preta ou até mesmo páginas inteiras mais chamativas e coloridas como na publicidade da última página na edição de 1952, com ilustração do livro “Anuário das Senhoras”.

### As propagandas de cigarro
A primeira vez em que a revista Ilustração Brasileira veiculou uma propaganda de cigarro foi em sua edição de dezembro de 1923. A imagem em si ocupava praticamente metade de uma página e trazia a figura em preto e branco de uma mulher segurando o cigarro de uma maneira elegante e com olhar distante. A prática de associar mulheres charmosas ao cigarro se repetiria de forma constante até o ano de 1945, na edição de abril da revista. Outro detalhe que chama atenção é a maneira como a mensagem era passada: textos sempre discretos e que não deixavam claro que aquilo se tratava de uma propaganda de cigarro, ou seja, propagandas indiretas.